# Polyscias amplifolia
Polyscias amplifolia là một loài thực vật có hoa trong Họ Cuồng cuồng. Loài này được (Baker) Harms miêu tả khoa học đầu tiên năm 1894.